# Султан-Мухаммадхан (уцмий)
Султан-Мухаммадхан (правление: начало — середина XIV в.) — уцмий Кайтага. Военно-политический деятель в истории Дагестана XIV века. Отец уцмия Султан-Алибека. Первый из всех известных правителей Кайтага, упомянутых в качестве уцмия.

## Биография
Уцмий Султан-Мухаммедхан — первый, кто носил титул уцмия, упомянутый в сохранившихся источниках.
Султан-Мухаммед-хан был свояком ильханского сахиб-дивана Рашид ад-Дина. Другой его женой была сестра шамхала Кумуха. От разных жён у Султана было два сына — Султан-Алибек от шамхальской, Ильча-Ахмад от ширванской.

### Смерть
Наличие у Султан-Мухаммедхана детей от разных браков и последующая смерть стали причиной междоусобной борьбы Султан-Алибека и Ильча-Ахмеда. Ильча-Ахмед бежал в Ширван.
После смерти Султан-Мухаммедхана уцмием был избран его сын Султан-Алибек «по причине того, что Беккиши-хан (Султан-Алибек) по возрасту был старше, население и область кайтагов подчинились последнему».

## Время жизни
Профессор Расул Магомедов время деятельности уцмия Султан-Мухаммедхана датирует концом XIII века. На минарете ханаки упомянут ширваншах, чьё имя сохранилось плохо: исследователи читают его как Кейкавус, Гуштасп, или Гершасп. Надпись датируется 1294 годом. При верности версии «Гершасп», то он и его зять уцмий Султан-Мухаммед относятся к концу XIII века. Аналогичного мнения придерживается и исследователь А. Е. Криштопа.